# Mary Ellen Mark

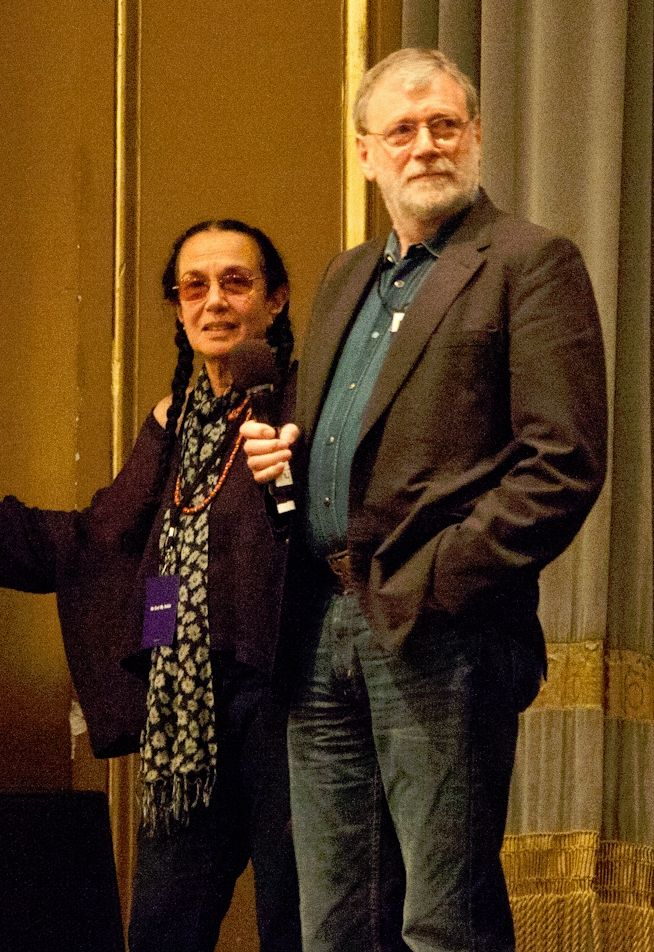
Mary Ellen Mark med maken Martin Bell 2011.

Mary Ellen Mark, född 20 mars 1940 i Philadelphia i Pennsylvania, död 25 maj 2015 på Manhattan i New York, var en amerikansk fotograf, i huvudsak verksam som dokumentär- och porträttfotograf. Mark är framför allt känd för sina fotoreportage om och porträtt av människor i samhällets utkant. 
Mark var en av det sena 1900-talets och tidiga 2000-talets främsta dokumentärfotografer. Hennes bilder har visats på museer och gallerier världen över samt publicerats i välrenommerade tidskrifter som Life, Rolling Stone, National Geographic, Time och Paris Match. Sammanlagt 18 böcker med Marks fotografier har getts ut. Mellan 1977 och 1981 var hon medlem i Magnum Photos, och startade senare en egen bildbyrå. Hon erhöll en rad priser; år 2014 blev hon tilldelad  Lifetime Achievement in Photography Award av George Eastman House och Outstanding Contribution Photography Award av World Photography Organisation.

## Liv och verk
Mary Ellen Mark växte upp i en förort till Philadelphia. Hon studerade måleri och konsthistoria vid University of Pennsylvania och tog examen 1962. Två år senare tog hon en master i fotojournalism vid universitetets fakultet Annenberg School for Communication. År 1965 erhöll hon ett Fulbrightstipendium för ett årslångt uppehåll i Turkiet samt besök i Grekland, Italien, Spanien, Tyskland och England. Bilder från resan blev underlaget till hennes första fotobok Passport som gavs ut 1974.
Runt år 1966/67 flyttade hon till New York och följde som frilansfotograf demonstrationer och aktioner arrangerade av olika medborgarrättsrörelser och minoritetsgrupper. Hon blev mer och mer intresserad av sociala frågor som hemlöshet, ensamhet, drogberoende och prostitution, och hennes bilder visade nu ett tydligt engagemang för människor i samhällets utkant. "I like to feel I can be a voice for people who don't have a voice", förklarade Mark i en intervju.
Mary Ellen Mark är känd för att hon skapade nära relationer med de personer hon fotograferade. Under arbetet med boken Ward 81 (1979), om mentalpatienter, bodde hon sex veckor med kvinnorna på en låst avdelning på mentalsjukhuset Oregon State Hospital. För Falkland Road (1981), en bok om indiska prostituerade, tillbringade hon tre månader vid de prostituerades gata för att lära känna kvinnorna. Omtalad är även boken Streetwise (1988) där hon under lång tid följde barn och ungdomar som lever på gatan i Seattle.
Hon var medlem i bildbyrån Magnum Photos 1977 till 1981 och därefter knuten till Archive Pictures. År 1988 startade hon en egen bildbyrå. Hennes bilder har publicerats i ett stort antal välkända tidskrifter som Life, Rolling Stone, Look, National Geographic, Time, Vanity Fair, Stern och Paris Match.
Mark tog under hela sin karriär även uppdrag som stillbildsfotograf vid filminspelningar. Till de tidiga uppdragen hör Arthur Penns Alice’s Restaurant (1969), Miloš Formans Gökboet (1975) och Francis Ford Coppolas Apocalypse (1979), till de senare Baz Luhrmanns Moulin Rouge! (2001) och Australia (2008). Hon arbetade på sju av Tim Burtons filmer, bland annat vid inspelningarna av Sleepy Hollow (1999), Kalle och chokladfabriken (2005) och Alice i Underlandet (2010). Ett urval av runt hundra fotografier från filminspelningarna är sammanställda i boken Seen Behind the Scene (2008).
Mark var under flera decennier mentor vid International Center of Photography (ICP) i New York och ledde återkommande ICP:s workshops i Oaxaca, Mexiko.
Bland de reportage och böcker hon publicerade runt millennieskiftet 2000 återfinns American Odyssey (1999) som visar ett enormt kontrastrikt USA, Twins (2003) med polaroidporträtt av tvillingar tagna vid Twins Days Festival i Twinsburg, Ohio, samt Extraordinary Child (2007) – ett projekt om förståndshandikappade barn på Island.
År 2014 tilldelades hon  Lifetime Achievement in Photography Award av George Eastman House och Outstanding Contribution Photography Award av World Photography Organisation.
Under sina sista månader arbetade Mark med att färdigställa en ny fotobok samt förberedde ett projekt inför 10-årsdagen av orkanen Katrina.
Mary Ellen Mark avled till följd av myelodysplastiskt syndrom den 25 maj 2015 i New York.

## Böcker
- Passport. New York: Lustrum Press, 1974. ISBN 9780912810140.
- Ward 81. New York: Simon & Schuster, 1979. ISBN 9780671245450. Main text by Karen Folger Jacobs, introduction by Miloš Forman.
- Falkland Road: Prostitutes of Bombay: Photographs and Text. New York: Knopf, 1981. ISBN 9780394509877.
- Photographs of Mother Teresa's Mission of Charity in Calcutta. Carmel, CA: Friends of Photography, 1985. ISBN 9780933286436. Introduction by David Featherston.
- Streetwise.
  - Philadelphia: University of Pennsylvania, 1988. ISBN 9780812212686. Text and photographs edited by Nancy Baker, introduction by John Irving.
  - Second printing. New York: Aperture, 1992. ISBN 9780893814878.
- The Photo Essay. Photographers at Work series. Washington, DC: Smithsonian Institution, 1990. ISBN 978-1-560980-03-2.
- Mary Ellen Mark: 25 Years. New York: Bulfinch, 1991.
- Indian Circus. San Francisco: Chronicle Books, 1993, and Japan: Takarajimasha, 1993.
- Portraits. Italy: Motta Fotografica, 1995 and Washington: Smithsonian Institution, 1997.
- A Cry for Help. New York: Simon & Schuster, 1996.
- Mary Ellen Mark: American Odyssey. New York: Aperture, 1999. ISBN 978-0-893-81880-7
- Mary Ellen Mark 55. London: Phaidon, 2001. ISBN 978-0-714-84617-0
- Photo Poche: Mary Ellen Mark. Paris: Nathan, 2002.
- Twins. New York: Aperture, 2003.
- Mary Ellen Mark: Exposure. London: Phaidon, 2005.
- Extraordinary Child. Reykjavík: Islands nationalmuseum, 2007.
- Seen Behind the Scene. London: Phaidon, 2008.
- Prom. Los Angeles: J. Paul Getty Museum, 2012.
- Man and Beast: Photographs from Mexico and India. Austin: University of Texas, 2014. ISBN 978-0-292-75611-3.